# جيولا كيلنر
جيولا كيلنر (بالمجرية: Kellner Gyula)‏ هو منافس ألعاب قوى مجري، ولد في 11 أبريل 1871 في بودابست في المجر، وتوفي في 28 يوليو 1940 في سولنوك في المجر.

## وصلات خارجية
- جيولا كيلنر على موقع اللجنة الأولمبية الدولية (الإنجليزية)
- جيولا كيلنر على موقع أوليمبيديا (الإنجليزية)